# Новик (подросток)
Нови́к или новак

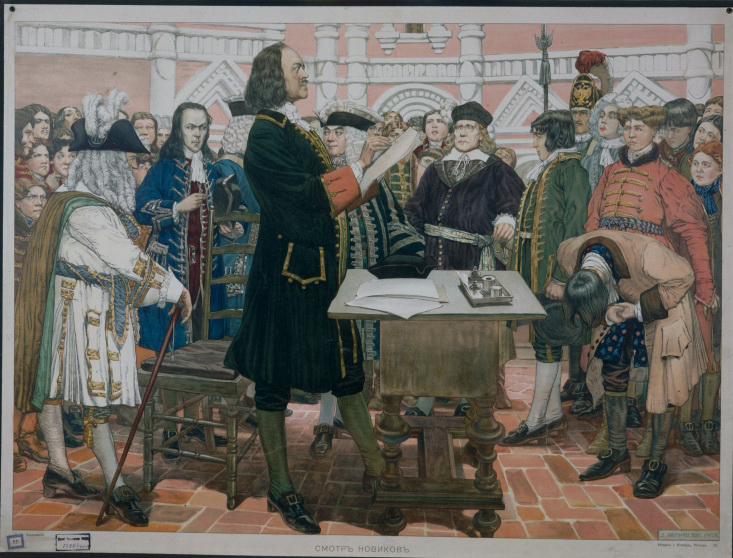
Д. Кардовский. Смотр новиков

1. новобранец, подросток из дворян, детей боярских и городовых казаков в России в XVI—XVII века, поступивший на военную службу в 15—18 лет и впервые внесённый в десятни;
2. так называются и дворяне, прослужившие на государственной службе ряд лет, но ещё не вёрстанные денежным и земельным окладом (см. Верстание), и неслужилые.

Новики заносились в десятню по дворовому и городовому спискам и внутри них делились по нескольким статьям в зависимости от происхождения, имущественного положения и личных качеств. Вплоть до середины XVII века дворянские дети считались «новиками» по достижении 15-летнего возраста. В XVII веке верстать на военную службу стали сначала с 17, а затем с 18 лет. После 18 лет новики зачислялись в полк или на корабль и переходили в разряд служилых людей.
Новиками, в частности, называли молодых дворян и детей бояр, отправленных за границу для изучения военно-морского дела.